# Llibre d'Henoc
El Llibre d'Henoc o Llibre d'Enoc (gueez: መጽሐፈ ሄኖክ; abreujat 1Enoc) és un llibre apòcrif pseudoepigràfic, intertestamentari, que forma part del cànon de l'Església ortodoxa etíop, però que no és acceptat com a canònic per les altres esglésies cristianes. Les úniques versions íntegres d'aquest llibre que es conserven estan en gueez, la llengua litúrgica de l'Església etíop, però en són conegudes diverses parts en grec antic, sirià, armeni, àrab i llatí. Se n'han trobat diversos fragments en arameu i un en hebreu (4Q317), a Qumram. La tradició atribuïa la seva autoria a Henoc, besavi de Noè. En l'actualitat es creu que el text va ser redactat per diversos autors jueus entre els segles iii i i aC.

## Versions antigues
Existeixen tres versions antigues d'aquest llibre:
- 1r Henoc o versió etíop (La versió més extensa).
- 2n Henoc, apocalipsi eslau o Llibre dels secrets d'Henoc segle xiv
- 3r Henoc, apocalipsi hebreu segle V i VI

L'anàlisi de les restes d'uns pocs fragments trobats a Qumran permeten datar la seva recopilació original de les dues primeres versions cap al primer o segon segle abans de Crist.
Aquest article només fa referència a 1r Henoc.

## Parts
El text del Llibre inclou material de Gènesi, Nombres i Deuteronomi. Per exemple, 1 Henoc 1:9 (citat per l'Epístola de Judes) s'ha basat en Deuteronomi 33:2.
El llibre que avui coneixem, editat tal vegada en el primer segle de la nostra era, consta de diverses parts escrites entre els segles III aC i I dC. Aquestes parts són:
Llibre del Judici: capítols 1 al 5, tracta les paraules de benedicció d'Henoc als justos, que viuran quan els impius siguin condemnats. S'estima que la seva composició data d'abans del 200 aC.
Llibre dels Vigilants o Caiguda dels àngels: capítols 6 a 36, se centra en el tema dels Vigilants (àngels) que, concordant amb Gènesi 6:1-5, diu que aquests àngels van tenir relacions sexuals amb dones i van engendrar gegants (Nefilim); éssers famosos que van desencadenar la violència sobre la terra i van pervertir a la humanitat. A més, el Llibre dels Vigilants es caracteritza per unir i complementar les històries dels Vigilants amb la història del Diluvi universal present en el Gènesi; i fa una descripció detallada de l'infern, el purgatori i el paradís. Fou escrit abans del 160 aC.
Llibre de les paràboles o El messies i el regne capítols 37 a 71, de caràcter messiànic, profetitza la vinguda del Fill de l'home, la caiguda dels reis i poderosos i el dia del Judici. És l'única part que no s'ha trobat en els manuscrits de Qumràn. Escrit després del 63 aC a la fi del segle i aC o en el segle i.
Llibre del canvi de les lluminàries celestials o Llibre astronòmic: capítols 72 a 82, exposa en detall el calendari solar hebreu, en concordança amb el Llibre dels Jubileus, que al passatge 4.17 el cita. Va ser escrit entre el 250 i el 190 aC.
Llibre dels somnis: capítols 83 a 90, refereix dues visions apocalíptiques obtingudes per Henoc en somnis; la primera simplement anuncia que la Terra serà destruïda i la segona és una història de la humanitat i d'Israel fins a la fi dels temps, en la qual els actors són representats com animals simbòlics. Fou escrit entre els anys 161 i 125 aC.
Carta d'Henoc o Apocalipsi de les setmanes: capítols 91 a 105, divideix la història en deu «setmanes», interpretant el passat i projectant-se al futur escatològic. Escrit després de l'any 135 aC. probablement entre el 110 i el 60 aC.
Fragments: capítols 106 i 107, semblen ser una part del Llibre de Noè, que s'ha perdut però és present en els Manuscrits de la mar Morta. Prediu els crims de la humanitat i l'adveniment de temps messiànics amb el triomf dels justos.
El capítol 108 explícitament diu que és l'altre Llibre d'Henoc i manca en diversos manuscrits.

## Contingut
Es tracta d'un llibre apocalíptic.
En el capítol 7 (7, 3-6) narra la caiguda dels Vigilants, que van engendrar amb dones humanes els nefilim o ‘gegants’. També en fa referència el passatge de Gènesi 6:4:
En aquell temps, i més tard encara, hi havia gegants a la terra, perquè de la unió d’alguns dels fills de Déu amb les filles dels homes en van néixer herois, homes de renom des dels temps antics.::
S'acusa als àngels guardians per haver desviat la seva missió i encarnat l'explotació, l'opressió, la destrucció dels ecosistemes, la guerra, l'or, la vanitat, la bruixeria, la fornicació i l'engany (8:1-3). «I com a part de la humanitat era aniquilada, el seu clam va pujar al cel» (8:4). Els arcàngels Miquel, Sariel (Uriel), Rafael i Gabriel, en veure la sang vessada i la injustícia es van dir que «la terra desolada crida fins a les portes del cel per la destrucció dels seus fills». Déu els envia llavors a encadenar els Vigilants i a destruir als gegants «perquè han oprimit els humans». Els àngels caiguts van pregar a Henoc que intercedís per ells davant Déu.
Després el llibre descriu la visita d'Henoc al cel en forma d'una visió, i les seves revelacions. Una part significativa del text es dedica a descriure els moviments dels cossos celestes, en relació amb el viatge d'Henoc al cel, amb l'objectiu de detallar el calendari base de les festes de la Llei.
Bona part del llibre es dedica a denunciar els opressors i reis de la terra i n'anuncia la derrota final: «Aquest càstig amb què són castigats els àngels és un testimoniatge per als reis i els poderosos que posseïxen la superfície de la Terra» (67:12; 2 P 2:4). «Desgràcia per als quals edifiquen la iniquitat i l'opressió i cimenten sobre el frau, perquè seran esfondrats de cop i volta i no haurà pau en ells... Haurà un canvi... els justos seran victoriosos» (50:1-2). «Desgràcia per a vosaltres rics, perquè us confieu en les vostres riqueses, en sereu privats» (94:6-8).
El Llibre d'Henoc assumeix la continuïtat del discurs dels profetes i anticipa el missatge cristià, emfasitzant en la vinguda del Fill de l'home. És una expressió de la literatura apocalíptica com esperança dels humils.

## Els cristians i el Llibre d'Henoc
Aquest llibre conegut per alguns dels primers cristians, com ho testifiquen l'Epístola de Judes (Judes 14,16), que cita un passatge del Llibre d'Henoc (1Enoc, 1, 9); la referència a 2Pere 2,4 i l'epístola no canònica de Bernabé. Alguns Pares de l'Església es refereixen al llibre, i el citen en les seves obres.
Hi ha diferents opinions sobre l'ús d'1 Henoc 60:8 i 1:9 en Judes 14-15. Una qüestió important és si l'autor de l'Epístola era conscient que les paraules d'Henoc, van ser, de fet, un midrash sobre les paraules de Moisès en Deuteronomi 33:2?
Autors com Justí Màrtir (100-165), Atenàgores (170), Tacià (110-172), Ireneu (130-208), Orígenes, Climent d'Alexandria (150-220), Tertulià (160-230), Lactanci (260-325), Metodio de Filipo, Minuci Félix i Comodià, entre d'altres, van considerar el llibre d'inspiració divina. Un defensor d'aquest llibre va ser el bisbe Priscilià, qui curiosament va ser el primer cristià condemnat a mort i executat per cristians, per una suposada heretgia l'any 385.
Possibles referències a Henoc es troben en altres versicles del Nou Testament:
- Evangeli segons Mateu 3:12, 5:4-12, 11:28, 13:31-32, 24:14, 24:27, 26:64;
- Evangeli segons Marc 13:24-27, 14:21, 14:62;
- Evangeli segons Lluc 1:52, 2:13-14, 6:24, 9:35,16:13, 16:23-31, 24:36;
- Evangeli segons Joan 3:20; 1Corintis|6:2-3;
- Epístola als Efesis 3:18,5:13;
- Epístola als Filipencs 1:18;
- 2Tessalonicencs 2:2;
- Epístola als Hebreus 11:5;
- 1Pere 3:19-20;
- Epístola de Judes 1:6;
- Apocalipsi 3:17,6:10, 8:2, 12:16, 16:14, 19:19, 20:1-3, 21:23-24).

No obstant això, fou definitivament apartat del cànon després del Concili de Laodicea, el 364. En algun moment posterior, la versió grega del llibre es va perdre (l'últim a citar passatges del llibre va ser el monjo romà d'Orient Jordi Syncellus, en el segle viii). És molt possible que la traducció al gueez s'hagués fet en el segle vi, una època de gran activitat en l'església etíop, durant la qual es van traduir nombrosos textos religiosos.
Donat per perdut a Occident durant gairebé un mil·lenni, a la fi del segle xviii, fins que el famós viatger James Bruce va portar d'Etiòpia tres còpies de l'obra. Un dels manuscrits va ser traduït a l'anglès el 1821 per Richard Laurence; entre 1891 i 1912 es van realitzar noves edicions, base del major coneixement del text, sent molt coneguda l'última, publicada per Robert Henry Charles, el 1913. Una edició completa dels escrits relacionats amb el Llibre d'Henoc, incloent les últimes troballes, va ser feta per l'erudit catòlic John T. Milik, el 1976.